# Arena (empresa)
Arena é uma empresa manufatureira de roupas de natação de origem franco-alemã sediada na cidade italiana de Tolentino. A empresa fora fundada em 1973 por Horst Dassler, filho do fundador da Adidas Adolf Dassler, que ficara conhecido como o "sapateiro da nação". A empresa fora vendida em 1990 para a japonesa Descente.

## História
A ideia para criar uma empresa de roupas esportivas ocorreu a Dassler após o desempenho de Mark Spitz nos Jogos Olímpicos de Verão de 1972, onde ele ganhou sete medalhas de ouro, embora este já viesse maturando a possibilidade há alguns meses. Quando comentou com seu pai sobre a possibilidade da Adidas produzir roupas de natação, este disse: “Horst, me poupe! (...) roupa de banho, nunca! Você ficou maluco. A Adidas nunca vai fazer isso!” Quando uma equipe enviada por Horst da filial francesa da Adidas chegara a mencionar a possibilidade antes do evento esportivo de Munique, os executivos de Herzogenaurach receberam a ideia com sacarsmo. Por conta disso, Horst decidiu criar a Arena como uma subsidiária da filial francesa da Adidas, nome que já vinha utilizando há alguns anos na Espanha e França para produzir bolas de futebol e calças baratas, respectivamente – Horst comprara a marca de um negociantes francês de Nîmes –, com a marca se tornando uma subsidiária da Adidas francesa, que era administrada por Horst com elevada independência da matriz alemã, a qual seus pais administravam.
Com Spitz anunciando sua aposentadoria das piscinas logo após os jogos de 1972, Horst enviou uma equipe de executivos da Arena para firmar um contrato de patrocínio com o estadunidense, uma vez que na época ainda era proibido atletas possuírem contratos de patrocínio, a não ser, naquele momento, que fosse da federação (esta havia assinado com a marca australiana Speedo, que praticamente monopolizava o mercado de natação na época) – Spitz chegou a ter problemas por estar com um par de tênis da Adidas durante uma cerimônia de pódio, com Horst se envolvendo com a direção do COI para evitar qualquer problema para o estadunidense –. Logo após o término dos jogos, Spitz participou de uma sessão de fotos com roupas da Arena, e que foram distribuídas para a imprensa para dar a impressão ao público de que o estadunidense havia utilizado os produtos da marca franco-alemã para ganhar as medalhas olímpicas. O primeiro catálogo da marca contou com funcionários da Adidas como modelos, com as fotos sendo tiradas no escritório de Alain Ronc, que seria o administrador da marca, para conter custos.
Apesar de um estreia humilde no campeonato europeu de natação, realizado em Berlim em agosto de 1973, dois anos depois, em um campeonato disputado em Cali, na Colômbia, quase dois terços dos nadadores usavam os produtos da Arena. Como Horst conduzia a Arena muito sem o conhecimento e consentimento dos pais, embora utilizasse recursos da Adidas francesa, ele precisou pedir empréstimos pessoais para distribuidores da Adidas para dar continuidade ao desenvolvimento da marca – Dassler havia investido 100 mil dólares nos dois últimos campeonatos de natação com patrocínios, valor substancial para a época –. Como muitos revendedores Adidas passaram a vender e promover os produtos Arena a pedido de Horst, por o considerarem como o futuro da Adidas, houve diversos conflitos com os pais deste quando estes tomavam conhecimento, por se recusarem a promover equipamentos de natação – com a mãe de Horst, Käthe, por exemplo, repreendendo severamente Borsumij Wehry, responsável pela distribuição da Adidas nos Países Baixos desde os anos 1960, durante uma feira de comércio em Colônia após vê-lo promovendo a marca de natação. Apesar disso, e por conta do rápido crescimento da Arena, o lado alemão da Adidas também resolveu lançar uma linha de roupas de natação como forma de retaliação, com Peter Rduch, um dos executivos da empresa chegando a comentar anos depois: “Os alemães achavam que deveríamos fazer isso só porque Horst havia feito.”
Quando Horst voltou à Alemanha para assumir o comando a matriz alemã da Adidas, este resolveu que a empresa compraria oficialmente as operações que assumira ao longo dos anos em paralelo com sua função na Adidas francesa, com a Arena, a Pony e a Le Coq Sportif, outros duas marcas em que possuía participação, se tornando subsidiárias da Adidas alemã após esta comprá-las por um valor simbólico. Apesar disso, a reestruturação na Adidas realizada por Horst causou uma grave crise financeira internamente, com essas marcas causando perdas ainda maiores à empresa e sérios problemas operacionais. Com a morte repentina de Horst no início de 1987, a empresa acabou sendo vendida em 1990 ao grupo japonês Descente, antigos parceiros da empresa das três listras.